# دومنیکو دی کارلو
دومنیکو دی کارلو (ایتالیایی: Domenico Di Carlo؛ زادهٔ ۲۳ مارس ۱۹۶۴) بازیکن سابق و مربی فوتبال اهل ایتالیا است.

## باشگاهی
از باشگاه‌هایی که در آن بازی کرده‌است می‌توان به باشگاه فوتبال پالرمو، باشگاه فوتبال ترنانا، باشگاه فوتبال لچه، باشگاه فوتبال ویچنزا، باشگاه فوتبال لیورنو، باشگاه فوتبال کومو، و باشگاه فوتبال آسکولی اشاره کرد.